# Carabocepheus lounsburyi
Carabocepheus lounsburyi är en kvalsterart som först beskrevs av Berlese 1910.  Carabocepheus lounsburyi ingår i släktet Carabocepheus och familjen Carabocepheidae.

## Underarter
Arten delas in i följande underarter:
- C. l. lounsburyi
- C. l. latior